# 戴士衡
戴士衡（？—1617年），字章尹，號镇菴，福建莆田縣人。明朝政治人物。

## 生平
萬曆十三年（1585年）乙酉科福建鄉試舉人，十七年（1589年）中己丑科三甲三十四名進士，除江西新建縣知縣，二十三年擢吏科給事中，二十四年差皇城四门巡青，二十五年浙江主考。薊州總兵官王保濫殺南方士卒，士衡極論其罪；又彈劾石星誤國大罪。因仁聖太后梓宮事，彈劾鄭一麟、陳增等人。萬曆二十五年，因日本事彈劾沈惟敬、楊方亨、南京工部尚書葉夢熊、刑部侍郎呂坤、薊遼總督孫鑛及通政參議李宜春等人，隨後因此被貶，乃授陝西鹽課副提舉。未抵，恰逢《憂危竑議》起，竟連坐遣戍。萬曆四十五年（1617年），死於廉州戍所。天啟年間，贈太仆少卿。

## 家族
曾祖戴伯義，彰表義士。祖父戴湯源，舉人、眉州知州。父戴大霖，生员。